# Leisure Suit Larry 5: Passionate Patti Does a Little Undercover Work
Leisure Suit Larry 5: Passionate Patti Does a Little Undercover Work è un'avventura grafica sviluppata nel 1991 dalla  Sierra On-Line e fa parte della serie Leisure Suit Larry. Il videogioco fu sviluppato per i sistemi Amiga e MS-DOS.